# 雨幕
雨幕是许嵩为《新天龙八部》创作并演唱的游戏主题曲，也是他为天龙八部系列游戏写的第三首歌（前两首为半城烟沙和天龙八部之宿敌）。歌曲由许嵩作词、作曲兼制作，2019年10月13日發佈。

## 参看
- 半城烟沙
- 宿敌
- 天龙八部游戏